# Керешладањ
Керешладањ (мађ. Körösladány) је мањи град у жупанији Бекеш у Мађарској. Керешладањ се налази на северној ивици равнице Кереш, у близини равнице Девавања и Киш-Шарета. Кроз место протиче речица Шебеш-Кереш, чије су велике речне кривине исправљене током регулације корита. Дубље области су периодично биле прекривене водом пре регулације. Насеље се налази на раскрсници Шебеш-Кереш и аутопута 47, једног од речних прелаза.

## Географија
Покрива површину од 123,87 км² и има популацију од 4557 људи (2015).

## Политика
Тренутни градоначелник Коросладанија је Карољ Кардош (Фидес-КДНП).
Локална Скупштина општине има 6+1 одборника подељених у ове политичке странке и савезе:
|  | Party      | Seats | Мађарски локални избори 2014. | Мађарски локални избори 2014. | Мађарски локални избори 2014. | Мађарски локални избори 2014. |
|  | ---------- | ----- | ----------------------------- | ----------------------------- | ----------------------------- | ----------------------------- |
|  | Независни  | 4     |                               |                               |                               |                               |
|  | Фидес-КДНП | 1     |                               |                               |                               |                               |
|  | Јобик      | 1     |                               |                               |                               |                               |